# Donna Weinbrecht
Donna L. Weinbrecht (* 23. April 1965 in Hoboken, New Jersey) ist eine ehemalige US-amerikanische Freestyle-Skierin. Sie war auf die Buckelpisten-Disziplinen Moguls und Dual Moguls spezialisiert. In der Disziplin Moguls wurde sie 1991 Weltmeisterin sowie 1992 erste Olympiasiegerin. Daneben gewann sie fünfmal die Moguls-Disziplinenwertung im Weltcup und 46 Einzelwettkämpfe. Damit ist sie auf der Buckelpiste neben Hannah Kearney die erfolgreichste Athletin aller Zeiten.

## Biografie

### Kindheit und Jugend
Donna Weinbrecht stammt aus West Milford im Norden des US-Ostküstenstaates New Jersey und wuchs mit zwei Geschwistern in einem lutherischen Haushalt auf. Sie begann im Alter von sieben Jahren im Hidden Valley im Vernon Township mit dem Skifahren, betrieb den Sport neben Windsurfen und Skateboarden aber vorerst nur hobbymäßig. In ihren frühen Teenager-Jahren fing sie an, Skirennen zu bestreiten und konnte 1981 gemeinsam mit ihrem Vater einen landesweiten Familienwettbewerb gewinnen. Während ihrer Highschool-Zeit übte sie sich erstmals auf der Buckelpiste und fuhr als Senior auf dem Eastern Freestyle Circuit der U.S. Ski Association.
Trotz ihres offensichtlichen Skitalents strebte Weinbrecht zunächst eine Laufbahn als Eiskunstläuferin an, musste diesen Traum jedoch aufgeben, als die Trainingskosten für ihre Eltern unerschwinglich wurden. Nach dem Highschool-Abschluss begann sie eine Ausbildung zur Modedesignerin, brach diese aber 1984 ab, weil ihre Designschule zusperren musste.

### Sportliche Laufbahn
In der Folge zog sie nach Killington, Vermont, wo ihr Vater 1980 ein Ferienhaus gebaut hatte. Dort arbeitete sie im Winter 1985/86 als Kellnerin in einem Restaurant und verbrachte ihre Freizeit größtenteils auf der bekannten Buckelpiste Outer Limits. Ein Freund überredete sie dazu, an lokalen Wettkämpfen teilzunehmen und so gelang es ihr, sich für die nationalen Meisterschaften zu qualifizieren, die sie auf Rang 13 beendete. Nach intensivem Training schrammte sie im Jahr darauf als Vierte nur knapp an einer Medaille vorbei und wurde ins US-Skiteam aufgenommen.
Am 9. Januar 1988 gab Weinbrecht im vergleichsweise hohen Freestyle-Alter von 22 Jahren ihr Weltcup-Debüt und belegte am kanadischen Mont Gabriel auf Anhieb Rang sechs. Im Lauf der Saison ließ sie ihre ersten beiden Podestplätze folgen und schloss die Moguls-Disziplinenwertung auf dem zehnten Platz ab. Am Ende des Winters gewann sie im Rahmen der US-Meisterschaften ihren ersten von insgesamt sieben Titeln. In der Saison 1988/89 feierte sie ihre ersten Weltcupsiege und musste sich in der Disziplinenwertung sowie bei den Weltmeisterschaften in Oberjoch jeweils nur der Französin Raphaëlle Monod geschlagen geben. Im kommenden Weltcup-Winter schwang sich Weinbrecht zur Seriensiegerin auf und gewann acht von neun Wettbewerben und damit erstmals die Gesamtwertung auf der Buckelpiste. Die Amerikanerin setzte ihre Dominanz in den nächsten beiden Jahren fort, wurde sowohl bei den Weltmeisterschaften 1991 in Lake Placid als auch bei den Olympischen Spielen in Albertville ihrer Favoritenrolle gerecht und sicherte sich jeweils die Goldmedaille. Nachdem sie die Qualifikation in den französischen Alpen zunächst hinter ihrer Dauerrivalin Monod auf Rang zwei beendet hatte, setzte sie sich im olympischen Finale mit einem Daffy-Twister-Spread über den zweiten Kicker durch und kürte sich zur ersten Olympiasiegerin in dieser Disziplin.
Im Herbst 1992 zog sie sich bei einem Trainingssturz einen Kreuzband- und Meniskusriss sowie eine Prellung des Schienbeinkopfes zu und fiel damit für die gesamte Saison 1992/93 aus. Bei ihrem Comeback gewann sie gleich die ersten sechs Wettkämpfe, enttäuschte aber beim Saisonhöhepunkt, den Olympischen Spielen in Lillehammer, mit Rang sieben. In der zweiten Saison nach ihrer Verletzungspause feierte sie drei Weltcupsiege, konnte das Niveau aber nicht ganz halten und verlor die Disziplinenwertung an Monod. Auch bei den Weltmeisterschaften in La Clusaz blieb sie als Fünfte ohne Medaille. 1995/96 konnte sie wieder an frühere Glanzzeiten anknüpfen und sicherte sich mit acht Saisonsiegen zum fünften und letzten Mal die Moguls-Wertung. Nach Gewinn einer weiteren Silbermedaille bei den Weltmeisterschaften in Iizuna Kōgen gelang ihr in Zauchensee im März 1997 wenige Wochen vor ihrem 32. Geburtstag ihr letzter Weltcupsieg. Für ihre dritten Olympischen Spielen in Nagano qualifizierte sie sich aufgrund einer zuvor erlittenen Knorpelverletzung nur knapp. Nachdem sie im Finallauf ausgerutscht und Vierte geworden war, zog sie sich für zwei Jahre aus dem Weltcup zurück.
Im Hinblick auf die Olympischen Spiele in Salt Lake City wagte die mittlerweile 35-jährige Weinbrecht im Winter 2000/01 ein Comeback. Nachdem es ihr nicht mehr gelang, sich für die Spiele zu qualifizieren, beendete sie im Januar 2002 ihre Karriere. Die von ihr aufgestellte Bestmarke von 46 Weltcupsiegen wurde erst 2015 durch Hannah Kearney egalisiert, danach aber nicht mehr überboten. Ihre 45 Siege in der Single-Disziplin bedeuten bis heute alleinigen Rekord.

### Weitere Karriere
Nach Beendigung ihrer Sportlerlaufbahn zog sich Weinbrecht weitgehend ins Privatleben zurück. Sie blieb dem Skisport dennoch verbunden und arbeitete weiterhin mit dem US-Skiteam sowie der Fundraising-Organisation Powdergirls zusammen. Außerdem wirkte sie als Sprecherin für ihre ehemaligen Ausrüster Rossignol und Oakley sowie andere bekannte Unternehmen. Für CBS Sports und Fox war sie als Sportkommentatorin tätig.

## Stil und Rezeption

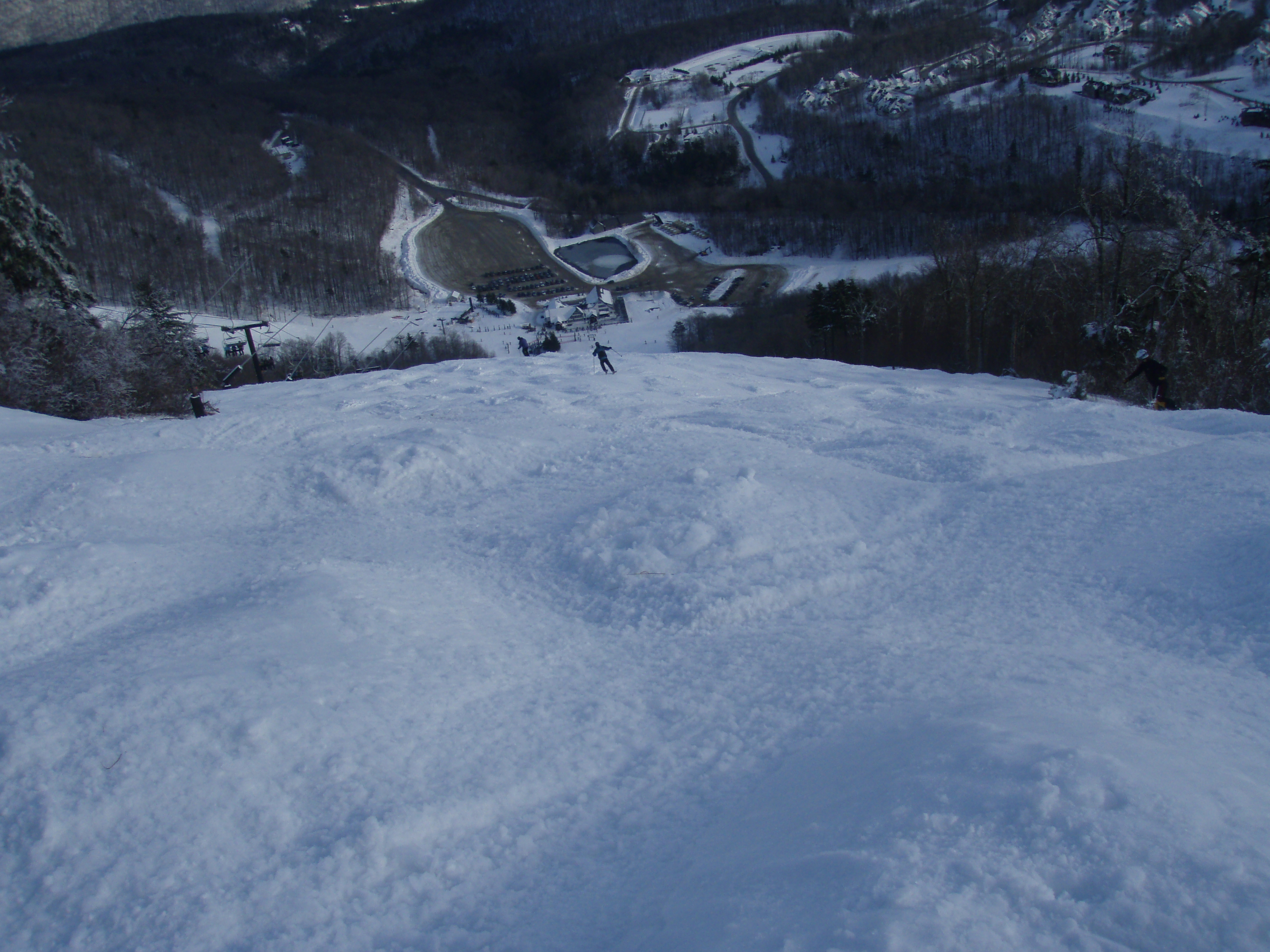
Auf der Buckelpiste Outer Limits in Killington perfektionierte Donna Weinbrecht ab 1985 ihre Technik.

Donna Weinbrecht hatte anders als die meisten professionellen Skisportler in ihrer Kindheit und Jugend nie einen richtigen Trainer. Nachdem sie von alpinen Skirennen auf die Buckelpiste gewechselt war, brachte sie sich die komplette Schwung- und Sprungtechnik selbst bei und musste bei ihrem Einstieg in den Profisport lediglich den Wechsel auf kürzere Ski (190 cm) lernen. Die Autodidaktin orientierte sich in der Folge stilistisch vor allem an ihren männlichen Kollegen:

“I don’t think there should be that big a gap between us. If they can do it I think I should be able to do it too.”

„Ich denke nicht, dass der Abstand zwischen uns allzu groß sein sollte. Wenn sie es können, sollte ich auch fähig sein, es zu tun.“

Dieses Selbstvertrauen bezeichnete der damalige US-Cheftrainer Wayne Hilterbrand als jene Extraklasse, die sie von ihrer Konkurrenz unterscheidet. Nach ihren ersten Jahren der Dominanz wurde sie von US-Fachmagazinen als „Moguls Queen“, „Queen of the Bumps“ oder „Queen of the Hill“ tituliert. Optisches Markenzeichen war ihr langes blondes Haar, das – ohne bestehende Helmpflicht – auch während der Wettkämpfe immer zur Geltung kam. Im Gegensatz zu ihrem langjährigen Teamkollegen Jonny Moseley zeichnete sie sich durch eine ruhige Persönlichkeit aus und mied das Rampenlicht. Nachdem Vater Jim im ersten Jahr ihrer Profikarriere durch einen schweren Skiunfall außer Gefecht gesetzt worden war, wurde Donna Weinbrecht von Mutter Caroline gemanagt. Diese handelte für ihre Tochter unter anderem Sponsorenverträge aus, die trotz der großen Erfolge hinter jenen der alpinen Rennläufer wie Picabo Street zurückblieben.
Nach ihrem Olympiasieg würdigte ihre Heimatstadt West Milford Donna Weinbrecht mit eigenen Ortstafeln. 2004 wurde sie von der U.S. Ski and Snowboard Association mit der Aufnahme in die National Ski Hall of Fame geehrt.

## Erfolge

### Olympische Spiele
- Albertville 1992: 1. Moguls
- Lillehammer 1994: 7. Moguls
- Nagano 1998: 4. Moguls

### Weltmeisterschaften
- Oberjoch 1989: 2. Moguls
- Lake Placid 1991: 1. Moguls
- La Clusaz 1995: 5. Moguls
- Nagano 1997: 2. Moguls
- Whistler 2001: 30. Moguls

### Weltcupwertungen
| Saison  | Gesamt                              | Gesamt                              | Moguls                              | Moguls                              | Dual Moguls                         | Dual Moguls                         |
| Saison  | Platz                               | Punkte                              | Platz                               | Punkte                              | Platz                               | Punkte                              |
| ------- | ----------------------------------- | ----------------------------------- | ----------------------------------- | ----------------------------------- | ----------------------------------- | ----------------------------------- |
| 1987/88 | 25.                                 | 6                                   | 10.                                 | 45                                  | –                                   | –                                   |
| 1988/89 | 8.                                  | 11                                  | 2.                                  | 76                                  | –                                   | –                                   |
| 1989/90 | 2.                                  | 12                                  | 1.                                  | 72                                  | –                                   | –                                   |
| 1990/91 | 4.                                  | 12                                  | 1.                                  | 95                                  | –                                   | –                                   |
| 1991/92 | 4.                                  | 12                                  | 1.                                  | 96                                  | –                                   | –                                   |
| 1992/93 | verletzungsbedingt keine Ergebnisse | verletzungsbedingt keine Ergebnisse | verletzungsbedingt keine Ergebnisse | verletzungsbedingt keine Ergebnisse | verletzungsbedingt keine Ergebnisse | verletzungsbedingt keine Ergebnisse |
| 1993/94 | 5.                                  | 100                                 | 1.                                  | 800                                 | –                                   | –                                   |
| 1994/95 | 8.                                  | 95                                  | 2.                                  | 664                                 | –                                   | –                                   |
| 1995/96 | 2.                                  | 99                                  | 1.                                  | 792                                 | 2.                                  | 280                                 |
| 1996/97 | 13.                                 | 86                                  | 4.                                  | 432                                 | 10.                                 | 248                                 |
| 1997/98 | 22.                                 | 75                                  | 7.                                  | 452                                 | –                                   | –                                   |
| 2000/01 | 27.                                 | 58                                  | 15.                                 | 232                                 | –                                   | –                                   |
| 2001/02 | 29.                                 | 52                                  | 15.                                 | 312                                 | –                                   | –                                   |

### Weltcupsiege
Weinbrecht errang im Weltcup 70 Podestplätze, davon 46 Siege:
| Datum             | Ort                   | Land        | Disziplin   |
| ----------------- | --------------------- | ----------- | ----------- |
| 17. Januar 1989   | Mont Gabriel          | Kanada      | Moguls      |
| 23. März 1989     | Suomu                 | Finnland    | Moguls      |
| 16. Dezember 1989 | Tignes                | Frankreich  | Moguls      |
| 6. Januar 1990    | Mont Gabriel          | Kanada      | Moguls      |
| 13. Januar 1990   | Lake Placid           | USA         | Moguls      |
| 20. Januar 1990   | Breckenridge          | USA         | Moguls      |
| 28. Januar 1990   | Calgary               | Kanada      | Moguls      |
| 10. Februar 1990  | Inawashiro            | Japan       | Moguls      |
| 17. Februar 1990  | Iizuna Kōgen          | Japan       | Moguls      |
| 16. März 1990     | La Clusaz             | Frankreich  | Moguls      |
| 15. Dezember 1990 | Zermatt               | Schweiz     | Moguls      |
| 12. Januar 1991   | Blackcomb             | Kanada      | Moguls      |
| 18. Januar 1991   | Breckenridge          | USA         | Moguls      |
| 19. Januar 1991   | Breckenridge          | USA         | Moguls      |
| 2. Februar 1991   | Mont Gabriel          | Kanada      | Moguls      |
| 20. Februar 1991  | La Clusaz             | Frankreich  | Moguls      |
| 23. März 1991     | Hundfjälllet          | Schweden    | Moguls      |
| 6. Dezember 1991  | Tignes                | Frankreich  | Moguls      |
| 17. Dezember 1991 | Piancavallo           | Italien     | Moguls      |
| 21. Dezember 1991 | Morzine               | Frankreich  | Moguls      |
| 11. Januar 1992   | Blackcomb             | Kanada      | Moguls      |
| 18. Januar 1992   | Breckenridge          | USA         | Moguls      |
| 24. Januar 1992   | Lake Placid           | USA         | Moguls      |
| 1. Februar 1992   | Oberjoch              | Deutschland | Moguls      |
| 29. Februar 1992  | Inawashiro            | Japan       | Moguls      |
| 11. Dezember 1993 | Tignes                | Frankreich  | Moguls      |
| 21. Dezember 1993 | La Plagne             | Frankreich  | Moguls      |
| 8. Januar 1994    | Blackcomb             | Kanada      | Moguls      |
| 15. Januar 1994   | Breckenridge          | USA         | Moguls      |
| 21. Januar 1994   | Lake Placid           | USA         | Moguls      |
| 29. Januar 1994   | Le Relais             | Kanada      | Moguls      |
| 6. März 1994      | Kirchberg             | Österreich  | Moguls      |
| 12. März 1994     | Meiringen-Hasliberg   | Schweiz     | Moguls      |
| 14. Januar 1995   | Breckenridge          | USA         | Moguls      |
| 27. Januar 1995   | Lake Placid           | USA         | Moguls      |
| 22. Februar 1995  | Kirchberg             | Österreich  | Moguls      |
| 5. Januar 1996    | Lake Placid           | USA         | Moguls      |
| 13. Januar 1996   | Blackcomb             | Kanada      | Moguls      |
| 19. Januar 1996   | Breckenridge          | USA         | Moguls      |
| 4. Februar 1996   | Kirchberg             | Österreich  | Moguls      |
| 14. Februar 1996  | La Clusaz             | Frankreich  | Moguls      |
| 6. März 1996      | Hundfjället           | Schweden    | Moguls      |
| 7. März 1996      | Hundfjället           | Schweden    | Dual Moguls |
| 15. März 1996     | Altenmarkt-Zauchensee | Österreich  | Moguls      |
| 24. Januar 1997   | Breckenridge          | USA         | Moguls      |
| 7. März 1997      | Altenmarkt-Zauchensee | Österreich  | Moguls      |

### Weitere Erfolge
- 7 US-amerikanische Meistertitel (Moguls 1988, 1989, 1990, 1991, 1992, 1994 und 1996)

## Auszeichnungen
- 1988: U.S. Freestyle Ski Team Rookie of the Year
- 1990: Beck International Award[10]
- 1990–1992 und 1994–1997: Ann Hansen Award[10]
- 1990, 1992, 1996 und 1997: U.S. Freestyle Skier of the Year (Ski Racing Magazine)[11]
- 1991, 1992 und 1996: International Freestyle Skier of the Year (Ski Racing)[11]
- 1993: Buddy Werner Award[10]
- 2004: Aufnahme in die U.S. Ski and Snowboard Hall of Fame
- 2007: Aufnahme in die Vermont Ski & Snowboard Hall of Fame